# Гарас Олег Зіновійович
Оле́г Зіно́війович Га́рас (нар. 5 грудня 1976, Вістова, Україна) — український футболіст та футбольний тренер. Відомий насамперед завдяки виступам у складі московського «Локомотива», футбольного клубу «Львів» та молодіжної збірної України. Після завершення кар'єри гравця перейшов на тренерську роботу.

## Життєпис
Олег Гарас народився у Калуші. У 8-річному віці записався на секцію футбола до ДЮСШ-1. Першим тренером хлопця був Петро Олійник. Згодом протягом трьох років займався у львівському спортінтернаті під керівництвом Олега Родіна. Під час навчання вперше потрапив до юнацької збірної України. 28 квітня 1993 року дебютував у вищій лізі чемпіонату України, вийшовши у «основі» «Карпат» на матч проти запорізького «Торпедо». З наступного сезону виступав за футбольний клуб «Львів», разом з яким пройшов шлях з перехідної ліги до першої.
Впевнена та результативна гра Гараса привернула увагу не лише тренерів молодіжної збірної України, а й скаутів московського «Локомотива», і влітку 1996 року талановитий форвард перейшов до російського клубу. Сума трансферу становила майже 120 000 $. У дебютному ж поєдинку проти сочинської «Жемчужини» український форвард відзначився хет-триком, а вже у жовтні вразив ворота португальської «Бенфіки» в єврокубковому матчі. Після того поєдинку керівництво лісабонського клубу зробило пропозицію щодо трансферу Гараса, однак Олег відмовився, про що потім неодноразово шкодував. За підсумками 1996 року Олег Гарас був визнаний найкращим молодим гравцем чемпіонату Росії, випередивши відомого в майбутньому російського футболіста Єгора Титова.
Втім, не все йшло так райдужно, як хотілося б. Протягом трьох років Гарасу було зроблено п'ять складних операцій — двічі прооперовано меніски та хрестоподібні зв'язки на обидвох ногах. Перебуваючи постійно у стані лікування та реабілітації Олег втратив місце в основі «Локомотива», а згодом опинився в оренді у воронезькому «Факелі». Однак і там вийти на колишній рівень форварду вже не вдалося.
В 2002 році Гарас повернувся до України, де уклав угоду з львівськими «Карпатами». Втім, після декількох матчів у складі галицького клубу футболіста знову спіткала біда — до рецидиву травми колін додалися ще й величезні проблеми зі спиною, внаслідок чого він вирішив завершити активні виступи. Після закінчення кар'єри створив власну фірму та зайнявся бізнесом, однак любов до футболу все-одно взяла гору і з 2009 року Олег Гарас почав дедалі частіше виходити у складі любительських клубів у чемпіонаті та першості Львівської області. У 2009—2011 роках захищав кольори «Нафтусі» (Східниця) та «Кар'єра» (Торчиновичі).
У 2012 році повернувся до професійного футболу як граючий тренер футбольного клубу «Львів». У 2013 році отримав тренерський диплом категорії «А», працював у СДЮШОР «Карпати», паралельно виступаючи на аматорському рівні у складі вищезгаданого «Кар'єра», ФК «Куликів» та «Стандарту» (Артасів).
З 22 січня 2016 року — помічник головного тренера юнацького складу львівських «Карпат».

## Досягнення
- Володар Кубка Росії (1): 1996/97
- Фіналіст Кубка Росії (1): 1997/98
- Бронзовий призер чемпіонату Росії (1): 1998
- Срібний призер другої ліги чемпіонату України (1): 1994/95
- Брав участь у «срібному» сезоні «Локомотива» (2000), однак провів на полі всього 4 гри, чого замало для отримання медалей.